# The Band Master
The Band Master  è un cortometraggio muto del 1917 diretto da Arvid E. Gillstrom con Babe Hardy (lo pseudonimo che usava all'epoca quello che poi sarebbe diventato il celebre Oliver Hardy).

## Produzione
Il film fu prodotto da Louis Burstein per la King Bee Studios con il titolo di lavorazione The Musician. Venne girato a Bayonne, nel New Jersey

## Distribuzione
Il film - un cortometraggio in due bobine - venne distribuito negli USA il 1º dicembre 1917 con il titolo originale The Band Master.